# Vladimir Cheboxarov
Vladimir Cheboxarov (Tiumen, Unión Soviética, 30 de diciembre de 1951) es un deportista soviético retirado especialista en lucha grecorromana donde llegó a ser subcampeón olímpico en Montreal 1976.

## Carrera deportiva
En los Juegos Olímpicos de 1976 celebrados en Montreal ganó la medalla de plata en lucha grecorromana de pesos de hasta 82 kg, tras el luchador yugoslavo Momir Petković (oro) y por delante del búlgaro Ivan Kolev (bronce).